# Dicranomyia (Idiopyga) murina
Dicranomyia (Idiopyga) murina is een tweevleugelige uit de familie steltmuggen (Limoniidae). De soort komt voor in het Palearctisch en Nearctisch gebied.